# Lie with Me
Pour les articles homonymes, voir Lie to Me (homonymie).
Pour plus de détails, voir Fiche technique et Distribution.
Lie with Me est un film canadien réalisé par Clément Virgo (en), sorti en 2005.

## Sypnosis
Lors d'une soirée, Leïla croise David, par qui elle est immédiatement attirée. Au fil de leur rencontre, leurs ébats sont de plus en plus érotiques et Leïla tombe peu à peu amoureuse de David. Mais la vie va les séparer. Les deux amants arriveront-ils à se retrouver malgré tout ?

## Fiche technique
- Titre original : Lie with Me
- Titre : Lie with Me
- Réalisation : Clément Virgo (en)
- Scénario : Tamara Berger et Clément Virgo (en), d'après le roman de Tamara Berger.
- Production : Damon D'Oliveira et Hartley Gorenstein
- Musique : Byron Wong (en)
- Photographie : Barry Stone
- Montage : Susan Maggi (en)
- Décors : Kathleen Climie
- Budget :
- Pays d'origine : Canada
- Langue : anglais
- Format : Couleurs
- Genre : Drame
- Durée : 93 minutes
- Dates de sortie : 
  -  Canada : 10 septembre 2005 (Festival international du film de Toronto) / 11 novembre 2005 (sortie nationale)
  -  Allemagne : 11 février 2006 (Berlinale)
  -  États-Unis : 14 février 2006
  -  Espagne : 3 mars 2006

## Distribution
- Lauren Lee Smith : Leila
- Eric Balfour : David
- Polly Shannon : Victoria
- Mayko Nguyen : l'amie de Victoria
- Michael Facciolo : l'homme timide
- Kate Lynch (en) : Marla
- Ron White : Ben
- Kristin Lehman : Rachel
- Don Francks : Joshua
- Richard Chevolleau (en) : Vigorous
- Frank Chiesurin : Joël - Groom
- Nicola Lipman : Rabbi
- Theresa Tova : le chanteur du mariage